# Vacheron Constantin

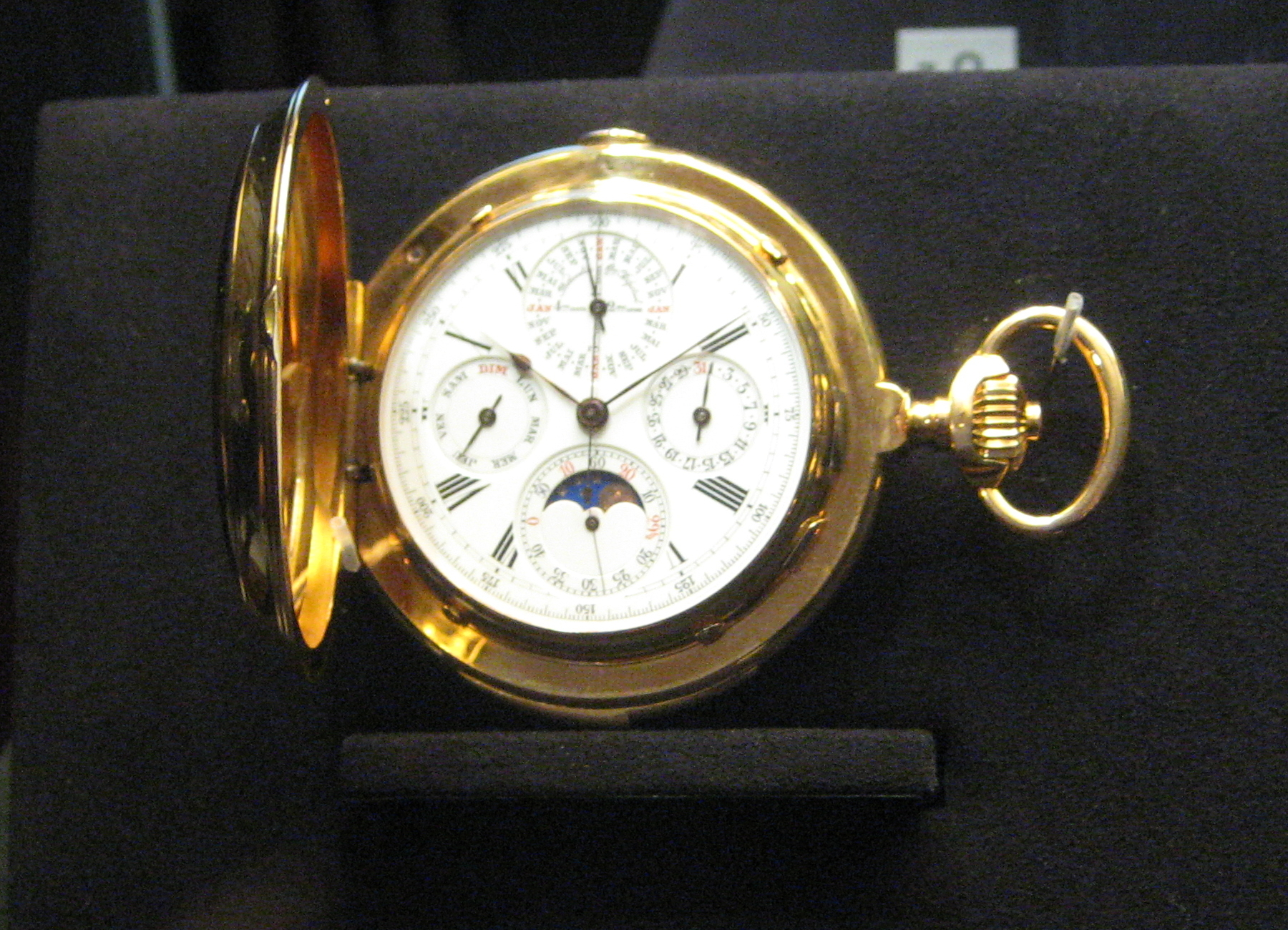
Vacheron Constantin zakhorloge (1901)

Vacheron Constantin is een Zwitsers horlogemerk dat gespecialiseerd is in het maken van dure en volledig handgemaakte horloges. De horloges worden aangedreven door complexe in eigen huis ontwikkelde uurwerken en worden in beperkte oplages geproduceerd. Het merklogo van VC is het Maltezer kruis.
Tegenwoordig maakt Vacheron Constantin deel uit van de Richemont-groep.

## Geschiedenis
Vacheron Constantin werd in 1755 opgericht door Jean-Marc Vacheron (1731-1805) en is daarmee een van de oudste horlogemerken wereldwijd. In 1819 begon de samenwerking met François Constantin, waarop de horlogemaker de naam Vacheron & Constantin kreeg.
In 1970 verviel de & in de naam, voortaan heette de firma Vacheron Constantin. In datzelfde jaar maakte Vacheron Constantin een dameshorloge dat was ingelegd met 144 diamanten. Dit horloge, de Kallista genaamd, werd op een veiling in 1996 voor 5 miljoen dollar verkocht.
Het horlogemerk streeft naar een klassieke en ouderwetse uitstraling. Een VC-horloge glimt weinig en is eerder sober dan extravagant. Het merk wordt daarom veel gedragen door rijke mensen die niet al te veel willen opvallen. Veel exemplaren hebben een witgouden horlogekast en krokodillenlederen band.
Een beroemd horloge van VC is de Tourbillon, een horloge met een kast van kristal waardoor het uurwerk volledig zichtbaar is. Van dit klokje zijn slechts 25 exemplaren gebouwd. Ook maakte VC de Globe, een horloge met een wereldkaart op de wijzerplaat. Twee wijzers, die de vorm van een sextant hebben, geven de tijd aan en wijzen daarbij naar cijfers die, in een lijn, onder aan de kaart staan. Van dit klokje werden 40 exemplaren geproduceerd.
In 2005 heeft Vacheron Constatin ter ere van het 250-jarig bestaan een horloge onder de naam Tour de l’Ile op de markt gebracht. Dit horloge is met zijn 16 complicaties het meest gecompliceerde horloge ooit. Het uurwerk bestaat uit 834 onderdelen en vergde 10.000 uren onderzoek en ontwikkeling. De oplage telt zeven exemplaren die allemaal een andere afwerking hebben. Dit model wordt alleen door VC zelf in Zwitserland verkocht.